# Petrolisthes zacae
Petrolisthes zacae is een tienpotigensoort uit de familie van de Porcellanidae. De wetenschappelijke naam van de soort is voor het eerst geldig gepubliceerd in 1968 door Haig.